# Майк Гакабі
Майкл Дейл «Майк» Гакабі (англ. Michael Dale «Mike» Huckabee; нар. 24 серпня 1955, Гоуп, Арканзас) — американський політик-республіканець, 44-й губернатор штату Арканзас. Веде телепрограму на американському новинному каналі Fox News.
Був баптистським пастором, у 1989–1991 рр. очолював Союз баптистів Арканзасу.
У 1992 році невдало балотувався до Сенату (програв демократу Дейлу Бампесу). У 1993–1996 рр. він був віцегубернатором Арканзасу, а з 1996 по 2007 рік — губернатором цього штату (голова Асоціації губернаторів Півдня, голова Національної асоціації губернаторів США у 2005–2007 рр.)
Гакабі висувався на посаду президента США 2008 року, одначе посів третє місце на праймериз своєї партії.